# Smak (album)
A Smak a szerb Smak együttes 1975-ben megjelent első nagylemeze, amelyet az RTV Ljubljana adott ki. Katalógusszáma: LP-1079. A kiadvány kinyitható borítós. A felvételek 1975. július 9-e és 14-e között készültek Ljubljanában.

## Az album dalai

### A oldal
1. Perle	(4:00)
2. Mračni mol (3:20)
3. Blues u parku	(7:26)
4. Biska 2 (4:25)

### B oldal
1. Put od balona	(19:00)

## Közreműködők
- Boris Aranđelović – ének
- Radomir Mihajlović "Točak" – akusztikus gitár, elektromos gitár, háttérvokál
- Laza Ristovski – billentyűs hangszerek, orgona, elektromos zongora, szintetizátor, mellotron
- Zoran Milanović – basszusgitár
- Slobodan Stojanović "Kepa" – dob, konga, gong